# جایزه بزرگ سوئد ۱۹۷۷
جایزه بزرگ سوئد ۱۹۷۷ (انگلیسی: ‎1977 Swedish Grand Prix‎) یک مسابقهٔ موتوری در رشتهٔ اتومبیل‌رانی فرمول یک بود که در تاریخ ۱۹ ژوئن ۱۹۷۷ در پیست مسابقه اسکاندیناوین واقع در اندرستورپ، سوئد برگزار شد. این گراند پری در میان ۱۷ گراند پری در فصل ۱۹۷۷، مسابقهٔ شمارهٔ ۸ بود.
در این مسابقه که در ۷۲ دور و به مسافت ۲۸۹٫۲۹۶ کیلومتر (۱۷۹٫۷۶۰ مایل) برگزار شد، پول پوزیشن توسط ماریو اندرتی کسب شد و سریع‌ترین زمان برای طی یک دور پیست که برابر با ۱:۲۷٫۶۰۷ بود نیز توسط ماریو اندرتی به ثبت رسید.
ژاک لافیت از تیم لیجیه-ماترا، یوخن ماس از تیم مک‌لارن-فورد و کارلوس روتمان از تیم فراری به‌ترتیب مقام‌های اول تا سوم مسابقه را کسب کردند.

## رده‌بندی قهرمانی پس از مسابقه
| جایگاه | راننده        | امتیاز |
| ------ | ------------- | ------ |
| ۱      | جودی شکتر     | ۳۲     |
| ۲      | نیکی لائودا   | ۳۱     |
| ۳      | کارلوس روتمان | ۲۷     |
| ۴      | ماریو اندرتی  | ۲۳     |
| ۵      | یوخن ماس      | ۱۴     |
| منبع:  |               |        |

| جایگاه | سازنده      | امتیاز |
| ------ | ----------- | ------ |
| ۱      | فراری       | ۵۰     |
| ۲      | لوتوس-فورد  | ۳۴     |
| ۳      | ولف-فورد    | ۳۲     |
| ۴      | مک‌لارن-فورد | ۲۱     |
| ۵      | تایرل-فورد  | ۱۴     |
| منبع:  |             |        |

یادداشت
- تنها پنج جایگاه نخست از هر رده‌بندی نمایش داده شده است.